# Hérimoncourt
Hérimoncourt  est une commune française située dans le département du Doubs, la région culturelle et historique de Franche-Comté et la région administrative Bourgogne-Franche-Comté.
Ses habitants sont appelés les Hérimoncourtois, et ses habitantes les Hérimoncourtoises.

## Géographie

### Climat
Pour des articles plus généraux, voir Climat de la Bourgogne-Franche-Comté et Climat du Doubs.
En 2010, le climat de la commune est de type climat de montagne, selon une étude du Centre national de la recherche scientifique s'appuyant sur une série de données couvrant la période 1971-2000. En 2020, Météo-France publie une typologie des climats de la France métropolitaine dans laquelle la commune est dans une zone de transition entre le climat semi-continental et le climat de montagne et est dans la région climatique Jura, caractérisée par une forte pluviométrie en toutes saisons (1 000 à 1 500 mm/an), des hivers rigoureux et un ensoleillement médiocre.
Pour la période 1971-2000, la température annuelle moyenne est de 9,6 °C, avec une amplitude thermique annuelle de 17,3 °C. Le cumul annuel moyen de précipitations est de 1 245 mm, avec 12,9 jours de précipitations en janvier et 10,8 jours en juillet. Pour la période 1991-2020, la température moyenne annuelle observée sur la station météorologique de Météo-France la plus proche, « Saint-Dizier-L'eveque_sapc », sur la commune de Saint-Dizier-l'Évêque à 7 km à vol d'oiseau, est de 10,1 °C et le cumul annuel moyen de précipitations est de 1 099,4 mm. 
La température maximale relevée sur cette station est de 37 °C, atteinte le 13 août 2003 ; la température minimale est de −17,4 °C, atteinte le 20 décembre 2009,,.
Les paramètres climatiques de la commune ont été estimés pour le milieu du siècle (2041-2070) selon différents scénarios d'émission de gaz à effet de serre à partir des nouvelles projections climatiques de référence DRIAS-2020. Ils sont consultables sur un site dédié publié par Météo-France en novembre 2022.

## Urbanisme

### Typologie
Au 1er janvier 2024, Hérimoncourt est catégorisée ceinture urbaine, selon la nouvelle grille communale de densité à 7 niveaux définie par l'Insee en 2022.
Elle appartient à l'unité urbaine de Montbéliard, une agglomération inter-départementale dont elle est une commune de la banlieue,. Par ailleurs la commune fait partie de l'aire d'attraction de Montbéliard, dont elle est une commune de la couronne,. Cette aire, qui regroupe 137 communes, est catégorisée dans les aires de 50 000 à moins de 200 000 habitants,.

### Occupation des sols
L'occupation des sols de la commune, telle qu'elle ressort de la base de données européenne d’occupation biophysique des sols Corine Land Cover (CLC), est marquée par l'importance des forêts et milieux semi-naturels (58,2 % en 2018), une proportion identique à celle de 1990 (58,2 %). La répartition détaillée en 2018 est la suivante : 
forêts (58,2 %), zones urbanisées (21,4 %), prairies (19,9 %), zones agricoles hétérogènes (0,5 %). L'évolution de l’occupation des sols de la commune et de ses infrastructures peut être observée sur les différentes représentations cartographiques du territoire : la carte de Cassini (XVIIIe siècle), la carte d'état-major (1820-1866) et les cartes ou photos aériennes de l'IGN pour la période actuelle (1950 à aujourd'hui).

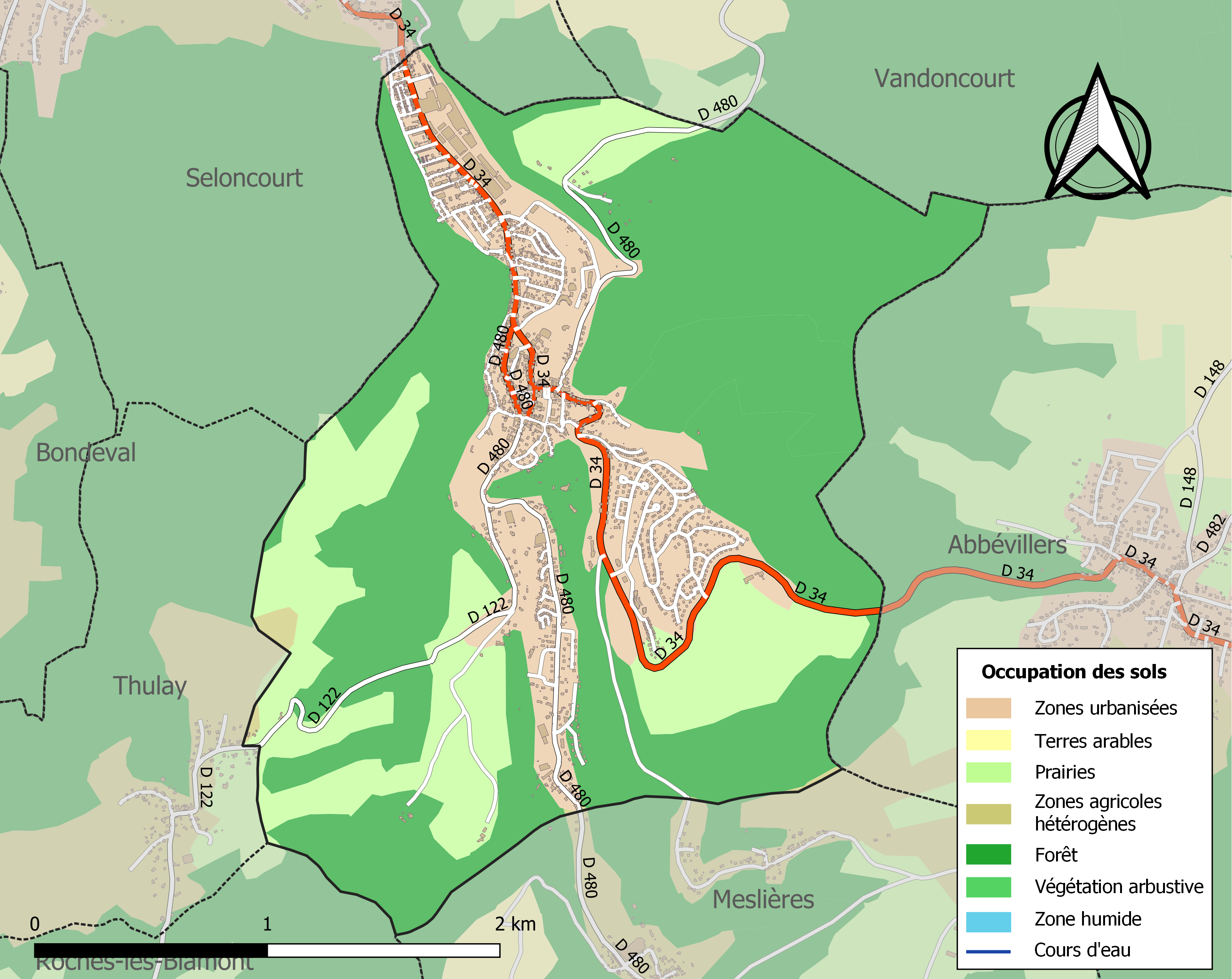
Carte des infrastructures et de l'occupation des sols de la commune en 2018 (CLC).

### Habitat et logement
En 2018, le nombre total de logements dans la commune était de 1 887, alors qu'il était de 1 807 en 2013 et de 1 808 en 2008.
Parmi ces logements, 87,1 % étaient des résidences principales, 1,5 % des résidences secondaires et 11,4 % des logements vacants. Ces logements étaient pour 56,2 % d'entre eux des maisons individuelles et pour 43,7 % des appartements.
Le tableau ci-dessous présente la typologie des logements à Hérimoncourt en 2018 en comparaison avec celle du Doubs et de la France entière. Une caractéristique marquante du parc de logements est ainsi une proportion de résidences secondaires et logements occasionnels (1,5 %) inférieure à celle du département (4,3 %) mais supérieure à celle de la France entière (9,7 %). Concernant le statut d'occupation de ces logements, 61,2 % des habitants de la commune sont propriétaires de leur logement (62 % en 2013), contre 59,4 % pour le Doubs et 57,5 pour la France entière.
| Typologie                                               | Hérimoncourt | Doubs | France entière |
| ------------------------------------------------------- | ------------ | ----- | -------------- |
| Résidences principales (en %)                           | 87,1         | 87,1  | 82,1           |
| Résidences secondaires et logements occasionnels (en %) | 1,5          | 4,3   | 9,7            |
| Logements vacants (en %)                                | 11,4         | 8,5   | 8,2            |

## Toponymie
Arynmoncourt en 1188 ; Erimoncort en 1189 ; Irmencuort en 1241 ; Herimoncort en 1339 ; Erimoncour en 1699 ; Hérimoncourt depuis le XVIIIe siècle.

## Histoire
Hérimoncourt est le berceau de l'entreprise qui est aujourd'hui devenue le Groupe PSA. Le village a été marqué par la présence de la famille Peugeot au moins depuis 1725, date à laquelle un meunier du nom de Jean-Jacques Peugeot est attesté à Hérimoncourt. Deux de ses descendants, Jean-Pierre et Jean-Frédéric Peugeot, installent un moulin hydraulique en 1790 au lieu-dit Sous-Cratet. Ce moulin est utilisé dès 1810 pour des fabrications métallurgiques. Un brevet est déposé en 1818 pour la fabrication de lames de scies.
Le développement des fabriques ouvertes par la famille Peugeot se poursuit pendant tout le XIXe siècle. C'est un véritable boom industriel pour le village : les Peugeot ouvrent des fabriques dans différents quartiers (à la Chapotte, au Sous-Cratet et à Terre-Blanche), spécialisées dans le textile et la métallurgie, qui produisent des scies, des ressorts, des buscs de corset, des outils de toutes sortes.
L'installation en 1825 d'une première usine Peugeot en dehors d'Hérimoncourt (à Valentigney) ne ralentit pas la croissance des sites d'Hérimoncourt (Terre-blanche ouvre en 1833), mais c'est le début de l'éloignement d'Hérimoncourt pour cette famille d'industriels désormais installée à Valentigney, et qui va ouvrir les années suivantes d'autres usines à proximité, à Beaulieu, Audincourt, Pont-de-Roide, Sochaux-Montbéliard puis dans d'autres régions : à Saint-Étienne, Levallois, Lille notamment.
La ville et ses usines sont desservies de 1887 à 1932 par la ligne reliant  Audincourt - Seloncourt - Hérimoncourt du  tramway de la Vallée d'Hérimoncourt, une ligne de chemin de fer secondaire à voie métrique et traction vapeur, qui avait une intense activité de transports de marchandises et servait aux déplacements des ouvriers de la vallée industrielle.
|  |  |

Le 11 février 2019, plus de 350 manifestants se mobilisent à Hérimoncourt afin de protester contre la fermeture du site de PSA. Le groupe automobile souhaite en effet fermer son usine qui compte encore 204 salariés en 2019. Bruno Le Maire, ministre de l'économie, s'est engagé à ce que Carlos Tavarès, PDG du groupe PSA, engage des discussions avec les représentants des salariés du site d'Hérimoncourt afin de conserver des emplois sur le site historique de Peugeot.
Le 23 février 2019, plus de 1 000 personnes manifestent contre la fermeture du site.
Le 22 mars 2019, le ministre Bruno Le Maire estime que "PSA ne peut pas laisser tomber" son usine historique d'Hérimoncourt. Le ministre de l'économie suggère à la direction de l'entreprise de trouver une solution pour ses 200 employés. Le groupe PSA cherche une solution de reconversion.
Le 9 avril 2019, PSA confirme sa volonté d'abandonner le site d'Hérimoncourt et de reclasser les employés en priorité sur le site voisin de Sochaux,,. Le transfert devrait s'effectuer au plus tard en 2020. Une décision vécue amèrement par Marie-France Bottarlini, maire d’Hérimoncourt, qui se dit "dépitée" et qui estime que l'usine "a été sacrifiée sur l'autel de la rentabilité".

## Politique et administration

### Rattachements administratifs et électoraux

#### Rattachements administratifs
La commune se trouve depuis 1816 dans l'arrondissement de Montbéliard du département du Doubs.
Elle faisait partie de 1793 à 1896 du canton de Blamont, dont le chef-lieu est transféré dans la commune et qui devient dont le canton de Hérimoncourt. Dans le cadre du redécoupage cantonal de 2014 en France, cette circonscription administrative territoriale a disparu, et le canton n'est plus qu'une circonscription électorale.

#### Rattachements électoraux
Pour les élections départementales, la commune fait partie depuis 2014 du canton d'Audincourt
Pour l'élection des députés, elle fait partie de la quatrième circonscription du Doubs.

### Intercommunalité
Hérimoncourt est membre de la communauté d'agglomération dénommée  Pays de Montbéliard Agglomération, un établissement public de coopération intercommunale (EPCI) à fiscalité propre créé en 1999 et auquel la commune a transféré un certain nombre de ses compétences, dans les conditions déterminées par le code général des collectivités territoriales.
Cette communauté d'agglomération succède au district urbain du pays de Montbéliard créé en 1959 créé pour mettre en commun ce qui ne peut être assuré par les communes : lutte contre l'incendie, transports en commun et ramassage des déchets... et  renforcer l'attractivité de son territoire.

### Tendances politiques et résultats
Au premier tour des élections municipales de 2014 dans le Doubs, la liste DVD menée par lections municipales de 2014 dans le Doubs obtient la majorité absolue des suffrages exprimés, avec 735 voix (52,87 %, 21 conseillers municipaux élus dont 2 communautaires), devançant ainis la liste DVG du maire sortant Alain Aubert, qui a recueilli 655 voix (47,12 %, 6 conseillers municipaux élus).

Lors de ce scrutin, 42,18 % des électeurs se sont abstenus.
Au premier tour des élections municipales de 2020 dans le Doubs, la liste DVD menée par la maire sortante Marie-France Bottarlini-Caputo obtient la majorité absolue des suffrages exprimés, avec 531 voix (60,54 %, 22 conseillers municipaux élus dont 2 communautaires), devançant largement celles menées respectivement par : 

- Olivier Loiget  (DVG, 284 voix, 32,38 %, 4 conseillers municipaux élus) ; 

- Mario Pesce  (EXTG-LO, 62 voix, 7,06 %, 1 conseillers municipal élu) ;

lors d'un scrutin marqué par la pandémie de Covid-19 en France où 61,34 % des électeurs se sont abstenus

### Liste des maires
| Période                                  | Période                       | Identité                       | Étiquette | Qualité |
| ---------------------------------------- | ----------------------------- | ------------------------------ | --------- | --- |
| ?                                        | ?                             | Eugène Peugeot                 |           | Industriel Conseiller général du canton de Hérimoncourt (1879-1907)                                                                     |
| ?                                        | ?                             | Pierre Peugeot                 |           | Industriel Conseiller général du canton de Hérimoncourt (1907-1927) Président du Conseil général du Doubs (1922-1925) Fils du précédent |
| Les données manquantes sont à compléter. |                               |                                |           | |
| ?                                        | mars 1971                     | Gaston Hennequin               | Droite    | Responsable qualité pièces auto |
| Les données manquantes sont à compléter. |                               |                                |           | |
| mars 1977                                | mars 2001                     | Jean-Louis Desroches           | PS        | Animateur social, suppléant du député Guy Bêche (1981-1986)                                                                             |
| mars 2001                                | mars 2014                     | Alain Aubert                   | PS        | Professeur de lycée (lettres classiques)                                                                                                |
| mars 2014                                | En cours (au 2 décembre 2021) | Marie-France Bottarlini-Caputo | DVD-LR    | Fonctionnaire Vice-présidente de la CA Pays de Montbéliard Agglomération (2020 → ) Réélue pour le mandat 2020-2026,                     |

## Population et société

### Démographie
L'évolution du nombre d'habitants est connue à travers les recensements de la population effectués dans la commune depuis 1793. Pour les communes de moins de 10 000 habitants, une enquête de recensement portant sur toute la population est réalisée tous les cinq ans, les populations de référence des années intermédiaires étant quant à elles estimées par interpolation ou extrapolation. Pour la commune, le premier recensement exhaustif entrant dans le cadre du nouveau dispositif a été réalisé en 2006.

En 2022, la commune comptait 3 530 habitants, en évolution de −3,02 % par rapport à 2016 (Doubs : +1,88 %, France hors Mayotte : +2,11 %).
| 1793 | 1800 | 1806 | 1821 | 1831 | 1836 | 1841 | 1846 | 1851 |
| ---- | ---- | ---- | ---- | ---- | ---- | ---- | ---- | ---- |
| 299  | 304  | 363  | 541  | 542  | 541  | 715  | 846  | 804  |

| 1856 | 1861  | 1866  | 1872  | 1876  | 1881  | 1886  | 1891  | 1896  |
| ---- | ----- | ----- | ----- | ----- | ----- | ----- | ----- | ----- |
| 870  | 1 202 | 1 710 | 1 947 | 2 548 | 2 832 | 3 030 | 3 338 | 3 623 |

| 1901  | 1906  | 1911  | 1921  | 1926  | 1931  | 1936  | 1946  | 1954  |
| ----- | ----- | ----- | ----- | ----- | ----- | ----- | ----- | ----- |
| 3 749 | 3 751 | 3 656 | 3 379 | 3 501 | 3 465 | 3 053 | 3 026 | 3 432 |

| 1962  | 1968  | 1975  | 1982  | 1990  | 1999  | 2006  | 2011  | 2016  |
| ----- | ----- | ----- | ----- | ----- | ----- | ----- | ----- | ----- |
| 3 467 | 3 467 | 3 180 | 3 508 | 3 923 | 3 908 | 3 861 | 3 683 | 3 640 |

| 2021  | 2022  | - | - | - | - | - | - | - |
| ----- | ----- | - | - | - | - | - | - | - |
| 3 575 | 3 530 | - | - | - | - | - | - | - |

L'essor industriel de la commune multiplie par dix sa population au XIXe siècle. Celle-ci atteint plus de 3 600 âmes au début du XXe siècle. Revenue aux alentours de 3 400 après la Première Guerre mondiale, la population reste ensuite à ce niveau pendant près de 60 ans (hors la période troublée autour de la Seconde Guerre mondiale). Elle connaît ensuite une hausse marquée pendant les années 1980, pour atteindre plus de 3 900 habitants à la fin du XXe siècle, avant de redescendre vers les 3 600 dans le courant des deux premières décennies du XXIe siècle.

### Santé
L'hôpital le plus proche est l'hôpital Nord Franche-Comté situé à Trévenans, dans le Territoire de Belfort (département voisin), entre Belfort et Montbéliard,.

## Culture locale et patrimoine

### Lieux et monuments

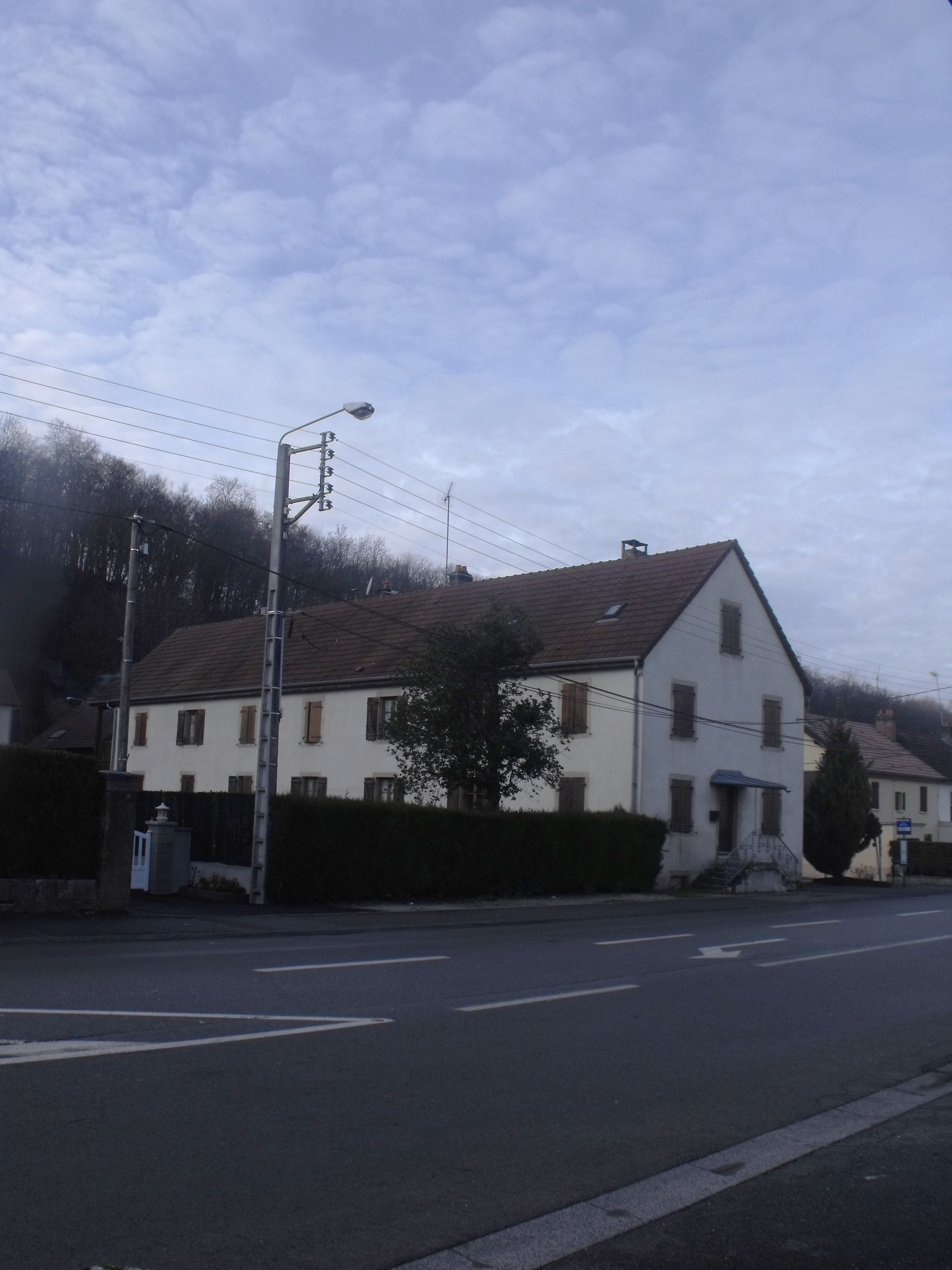
Bâtiment d'habitation ouvrière dit
La Bastille.

- L'église Saint-Pierre et Saint-Paul de Hérimoncourt, 19 rue Jean-Pierre Peugeot.
- Le temple protestant, construit en 1824[40].
- Le musée Roger-Comte rend hommage au peintre dans la maison familiale qui abrite des meubles anciens et des tableaux.
- Le château Pierre-Peugeot, construit au début du XXe siècle, est aujourd'hui la propriété d'une association d'aide aux enfants inadaptés.
- Les bâtiments dit La Bastille, ancienne cité ouvrière, inscrits aux monuments historiques en 1986.
- Le Centre d'archives de Terre Blanche, qui abrite les archives de PSA Groupe et plus particulièrement celles liées à la Marque Peugeot, a été implanté dans l'un des plus anciens sites industriels du Groupe, l'usine de Terre-Blanche, ouverte en 1833.

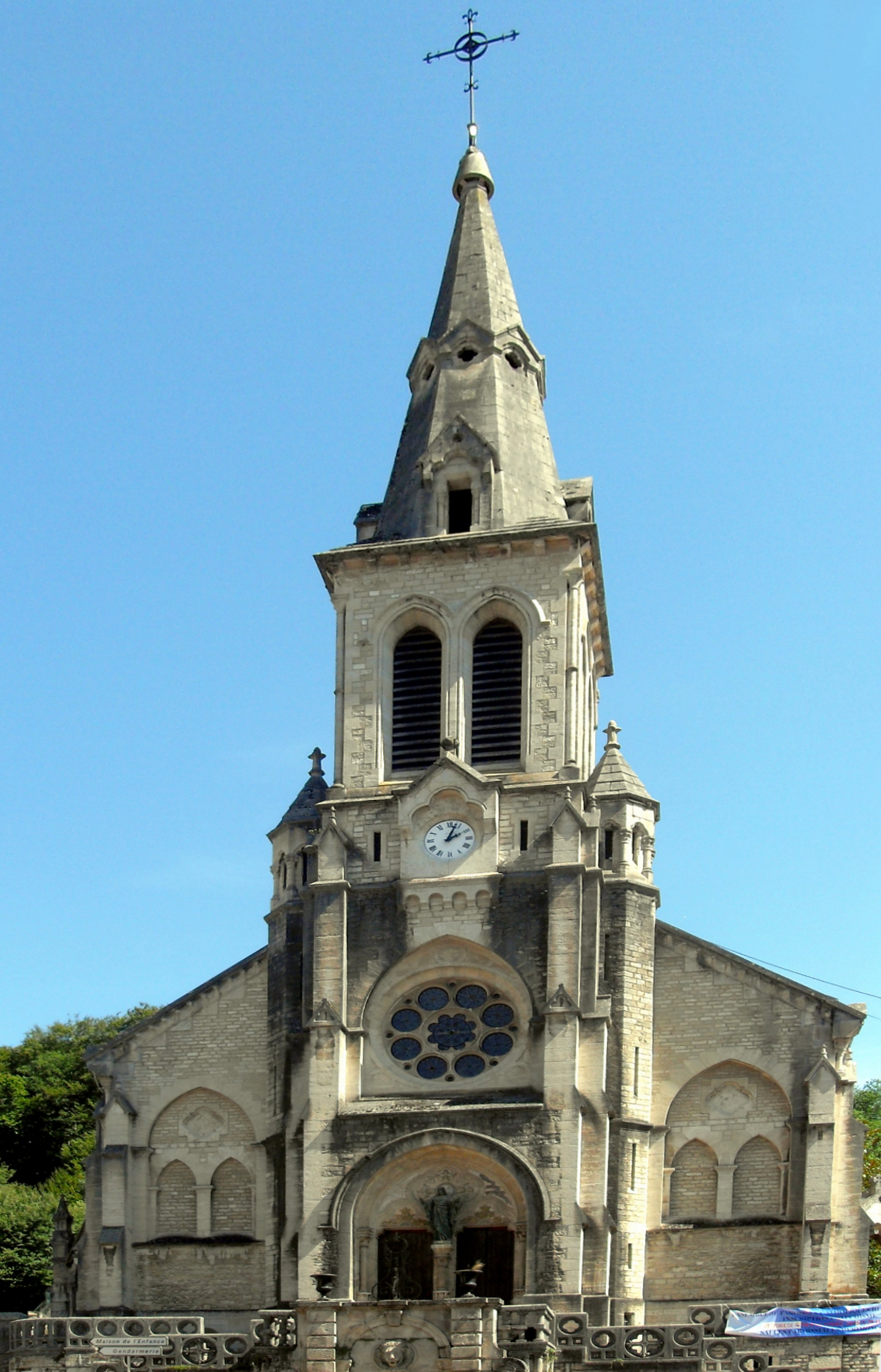
L'église Saint-Pierre et Saint-Paul.
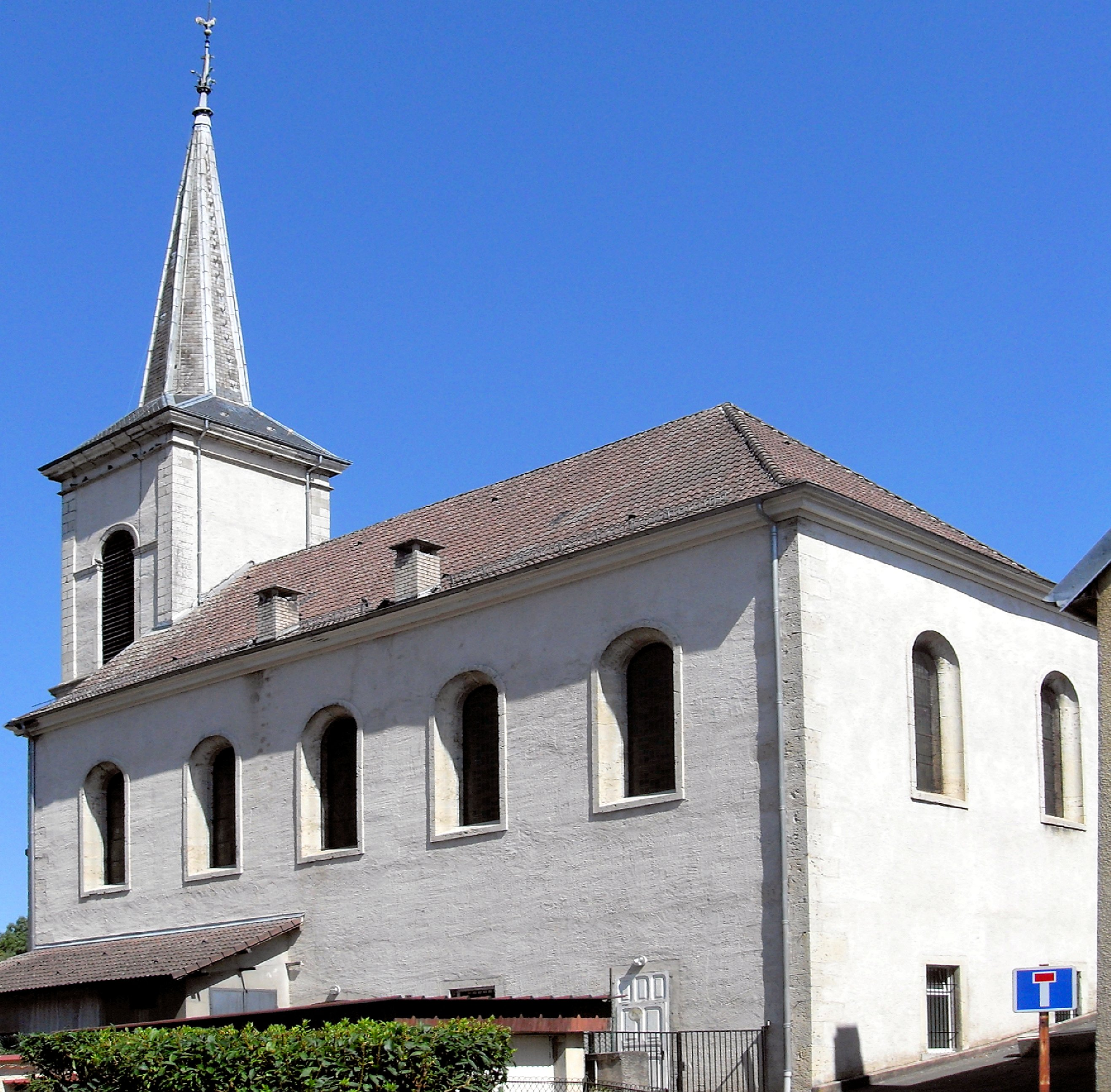
Le temple protestant.

### Personnalités liées à la commune
- Lucien Quélet (1832-1899), médecin et mycologue, mort à Hérimoncourt.
- Armand Peugeot (1849-1915), industriel né à Hérimoncourt.
- François Peugeot (1901-1985), industriel et homme politique.
- Marcel Finance (1918-1943), aviateur, Compagnon de la Libération[41], Mort pour la France le 23 avril 1943 à Ben Gardane, né et inhumé à Hérimoncourt.

## Héraldique
| Blason de Hérimoncourt | Blason  | De gueules au griffon aux ailes de dragon d'or; à la filière du même. |
| Blason de Hérimoncourt | Détails | Le statut officiel du blason reste à déterminer.                      |